# Élections législatives islandaises de 1956
Les élections législatives islandaises de 1956 ont lieu le 24 juin 1956.
Hermann Jónasson devient Premier ministre d'Islande. Il forme une coalition entre le Parti du progrès, l'Alliance du peuple et le Parti social-démocrate.

## Résultats
| Partis                   | Partis                                   | Voix   | %     | +/−  | Sièges par chambre | Sièges par chambre | Sièges par chambre | Sièges par chambre |
| Partis                   | Partis                                   | Voix   | %     | +/−  | Basse              | +/−                | Haute              | +/−                |
| ------------------------ | ---------------------------------------- | ------ | ----- | ---- | ------------------ | ------------------ | ------------------ | ------------------ |
|                          | Parti de l'indépendance (D)              | 35 027 | 42,37 | 5,25 | 13                 | 1                  | 6                  | 1                  |
|                          | Alliance du peuple (G)                   | 12 422 | 19,18 | 0,31 | 5                  | en stagnation      | 3                  | 1                  |
|                          | Parti social-démocrate (A)               | 15 153 | 18,33 | 2,71 | 6                  | 2                  | 2                  | en stagnation      |
|                          | Parti du progrès (B)                     | 12 925 | 15,63 | 6,28 | 11                 | 1                  | 6                  | en stagnation      |
|                          | Parti pour la préservation nationale (F) | 3 706  | 4,48  | 1,55 | 0                  | 2                  | 0                  | en stagnation      |
|                          | Indépendants                             | 8      | 0,01  | Nv.  | 0                  | en stagnation      | 0                  | en stagnation      |
|                          |                                          |        |       |      |                    |                    |                    |                    |
| Votes valides            | Votes valides                            | 82 678 | 98,01 |      |                    |                    |                    |                    |
| Votes blancs et nuls     | Votes blancs et nuls                     | 1 677  | 1,99  |      |                    |                    |                    |                    |
| Total                    | Total                                    | 84 355 | 100   | –    | 35                 | en stagnation      | 17                 | en stagnation      |
| Abstentions              | Abstentions                              | 7 263  | 7,93  |      |                    |                    |                    |                    |
| Inscrits / participation | Inscrits / participation                 | 91 618 | 92,07 |      |                    |                    |                    |                    |